# Safonovo
Safonovo (en russe : Сафоново) est une ville de l'oblast de Smolensk, en Russie, et le centre administratif du raïon Safonovski. Sa population s'élevait à 43 845 habitants en 2014.

## Géographie
Safonovo est arrosée par la rivière Vopets et se trouve à 84 km au nord-est de Smolensk et à 286 km à l'ouest-sud-ouest de Moscou.

## Histoire
Le village de Safonovo a été mentionné pour la première fois en 1859. En 1918, le village devint le centre de Safonovo Volost; depuis 1929, il est le centre du raïon Safonovski. Dans les années 1930, d'importants gisements de lignite furent découverts à proximité. En 1938, le village reçut le statut de commune urbaine et en 1952 celui de ville.
Dans l'actuel raïon de Safonovo se trouvaient de grands domaines appartenant à plusieurs familles aristocratiques russes, dont les princes Golitsyne, les princes Ouroussov, Ozerov, Barychnikov, Engelgarts. Dans le domaine Alexandovskoïe naquit le futur commandant de l'Armée rouge, Mikhaïl Toukhatchevski.

## Population
Au cours des années 1990, la situation démographique de Safonovo s'est gravement détériorée. En 2001, le solde naturel accusait un inquiétant déficit de 12,7 pour mille, avec un taux de natalité particulièrement faible (6,5 pour mille), et un taux de mortalité très élevé (19,2 pour mille). La population a diminué de 22 pour cent depuis 1989.
Recensements (*) ou estimations de la population
| 1939* | 1959*  | 1970*  | 1979*  | 1989*  |
| ----- | ------ | ------ | ------ | ------ |
| 3 589 | 31 709 | 45 949 | 52 954 | 56 571 |

| 2002*  | 2010*  | 2012   | 2013   | 2014   |
| ------ | ------ | ------ | ------ | ------ |
| 48 209 | 46 116 | 45 273 | 44 444 | 43 845 |

## Économie
L'industrie de Safonovo se distingue par deux usines notables :
- SEZ ou Safonovski elektromachinostroïtelni zavod (en russe : ОАО "Сафоновский электромашиностроительный завод") : moteurs électriques synchrones et asynchrones (30 à 2 000 kW), générateurs synchrones, ventilateurs industriels, chauffe-eau industriels, etc.
- Avangard (en russe : Авангард) : produits en plastiques renforcés de fibre de verre et de fibre de carbone.